# 네스티 캣
네스티 캣(Nasty Cat | 고영훈, 1982년 6월 3일 ~ )은 대한민국의 만화가이다. 고등학교에는 무대에서 백업 댄서로 일하며 춤과 노래에 매진하였으나 군대에 입대하여 제대한 후 게임 만화를 그리는 회사에서 경력을 쌓은 뒤 만화가로 전향하게 되었다.
2006년 다음 만화 속 세상에서 웹툰 도깨비로 데뷔를 하여 2006년 3월 이전 웃긴대학 웃대툰에서 트레이스로 데뷔를 하여 1기를 마친 후 다음 만화속 세상에서 도깨비 연재를 시작하였다. <트레이스>, <술>, <보지 못하고 듣지 못하고 사랑해> 등의 웹툰을 걸쳐 현재 다음 만화 속 세상에서 트레이스2를 연재 중이다.
2006년 첫 데뷔작인 두번째 작품인 만화 도깨비로 제1회 SiCAF 디지털만화대상과 제1회 SiCAF 네티즌초이스상을 수상하였고 2007년 제7회 독자만화대상 온라인 만화상, 제7회 독자만화대상 신인상을 수상하였다.

## 작품
- 트레이스 (2007. 04. 03 2006.03월 이전 ~ )[1]

네스티 캣 작가의 두 번째 첫 번째 작품이다. 한국형 히어로물 만화로 괴물 트러블과 능력자 트레이스 사이 그리고 그들과 인간 사이의 관계와 갈등을 그려낸 작품이다. 고영훈 작가의 가장 대표작이라 할 수 있으며 이 웹툰은 네티즌 사이에서 선풍적 인기를 불러모았다.
```
2020년 7월 20일부로 2기가 끝나고 현재 2.5기 '세이브'가 연재중이다. 2기 끝나는 작가의 말에 이제서야 세계관이 마련되었다 할 정도로 세계관이 넓은듯 하다.
[
2
]
```

- 도깨비 (2006. 08. 01 ~ 2007. 03. 02.)[3]

독각귀의 설화를 현대판으로 풀어쓴 만화이다. 히어로 물 만화로 액션 만화이다. 한명의 지시자와 도깨비들의 목숨걸린 투쟁을 그려낸 이 만화는 2006년 고영훈 작가의 첫 데뷔작 트레이스 이후 두번째 작품 이었으며 2006년 제1회 SiCAF 디지털만화대상과 제1회 SiCAF 네티즌초이스상을 수상하였다.
- 흑백(2008. 04. 15. ~ 2008. 08. 31.)

2008년 연재되기 시작하여 휴재 중에 있다. 한 사람을 죽이는 것이 목적인 사람, 모든 사람을 죽여 없애는 것이 목적인 사람, 그리고 그들을 말리는 사람, 이들에 대한 이야기를 풀어나가는 만화이다. 전체적으로 우울한 분위기를 풍기며 독자들에게 당연시 여기며 살아가던 일상에 '왜'라는 의문을 주어 많은 신선함을 주었으나 현재는 휴재 중이며 만화가 업데이트가 되던 사이트에서는 만화에 대한 접근을 차단하였다.
- 술 (2009. 04. 08. ~ 2009. 08. 27.)[4]

두 남자, 필과 샷이 벌이는 어드벤쳐 형 판타지 물이다. 만화는 각자 다른 방식으로 사랑을 실천하는 사람들, 심연, 첫잔, 안쥬, 스카치, 그리고 원소, 이들간의 갈등과 관계를 그래내었다.
- 장마 (2009. 10. 19. ~ 2010. 10. 05.)[5]

한 조그마한 마을에서 벌어지는 연쇄 살인 사건에 대해 다룬 스릴러물 만화이다. 작은 시골 마을에서 일어난 연쇄 살인 사건으로 서로에 대한 불신과 불안감이 점점 증가하는 가운데 나타나는 인간의 본성을 사실적으로 보여주는 웹툰이다.
- 광해 이야기 (2010. 07. 16 ~ 2010. 07. 31.)[6]

공포 웹툰이다. 한 때 인터넷을 떠들썩 하게 만들었던 한 공포 웹툰에 대한 이야기와 그 이면을 사실적으로 담은 만화이다. 많은 사람들을 패닉과 공포로 몰아 붙였던 웹툰, 그러나 3화 정도 나오고 작가와의 연락이 끊겨 중단되고 오랫동안 내부 데이터 베이스에서만 보관하던 웹툰을 공개하기 전 그 뒷 이야기에 대하여 털어놓기로 하고 다음 회사의 부탁으로 고영훈 작가가 연재한 웹툰이다.
- 보지 못하고 듣지 못하고 사랑해 (2010. 10. 18. ~ 2011. 09. 05.)[7]

멜로 로맨스물인 이 만화는 초기에는 4컷 코미디 물의 형식을 취하다가 후로 가면서 스토리를 전개해 나가는 형식을 취했다. 작가의 다른 작품들과는 다르게 액션이 없고 잔잔한 이 웹툰은 작가의 이야기를 과장해서 풀어나간 것이다. 트레이스가 연재 중에 있을 때 작가는 눈이 급속도로 나빠져 단기간 휴재를 하게 되었으며 그 때의 경험을 바탕으로 만들어 낸 만화다.

- 소녀 K (2011. 07. 08. ~ 2012. 03. 02.)[8]

한 소녀가 어머니의 복수를 위해 킬러로 자라는 이야기를 담은 웹툰은 액션물이다.
- 외발로 살다 (2012. 08. 14 ~ 2013. 11. 08.)[9]

고려시대, 두개의 파인 늑대꾼과 호랑이꾼, 그리고 그들의 후손이 살아가는 이야기를 그린 만화로 역사 액션물이다. 다음 만화 속 세상에 연재 중에 있고 화요일과 금요일에 업데이트가 된다.
- 왕으로 살다[10] (2018. 06. 21. ~ 2019. 06. 20.)

목나라 왕 차화천이 행방불명되어 여동생이자 공주인 차화현이 대신 왕이되는 이야기.
- 우두머리[11]

대통령과 깡패 보스의 몸이 서로 바뀌어 일어나는 정치 코미디 물이다. 그러나 갑작스러운 연재 중단을 맞게 되었고 정확한 정황 설명은 없었다.
- 고양이 발바닥[12]

고양이와 함께하는 작가의 일상툰이다.
- 꼬장툰
- 몽땅주식회사
- 사르마의조각

### 책
- 보지 못하고 듣지 못하고 사랑해 1, 2, 3 ,4 ,5 ,6(완결)
- 트레이스 VOL 1, VOL 2, VOL 3, VOL 4, VOL 5, VOL 6, VOL 7, VOL 8 , 교류자 1 (TRACE 1.5)
- 도깨비 1, 2, 3(완결)

### 영화
최근 웹툰 트레이스의 영화화가 공식화되어 논란이 많다. 한재림 감독의 추진 하에 놓여있는 트레이스의 영화화는 많은 네티즌의 이목을 집중시키고 있다.